# آتلي هنت
آتلي هنت (بالإنجليزية: Atlee Hunt)‏ هو موظف مدني أسترالي، ولد في 7 نوفمبر 1864 في نهر فيتزروي في أستراليا، وتوفي في 16 سبتمبر 1935 في برث في أستراليا.